# Sportaccommodatie
Een sportaccommodatie is een locatie waar een sport uitgeoefend kan worden. Sportaccommodaties kunnen overdekt of in openlucht zijn.

## Overdekte sportaccommodaties
Overdekte sportaccommodaties zijn bijvoorbeeld sporthal- en -zaalcomplexen, tennis- en ijshallen, kegel- en schermzalen, squash-, klim-, biljart-, bowling- en kartcentra.

## Openlucht sportaccommodaties
Openlucht sportaccommodaties zijn bijvoorbeeld sportveldcomplexen, draf-, fietscross-, golf-, atletiek-, jeu de boules-, kart- en boogschietbanen.

## Nederland
In Nederland waren er in 2000 ongeveer 2210 overdekte accommodaties. Daarvan waren er 500 sportzalen en 900 sporthallen. In veel van deze accommodaties bevinden zich ook ruimten die zijn ontworpen voor een specifieke tak van sport zoals tennis, squash en biljart. Het aantal zwembaden in Nederland was 760.
Voor buitensporten waren er in 2000 ongeveer 4040 accommodaties beschikbaar, met in totaal 20.300 wedstrijdvelden en wedstrijdbanen, waarvan de 7300 voetbalvelden en 6500 tennisbanen de meest voorkomende zijn.
Een groot deel de sportaccommodaties in Nederland wordt beheerd door de gemeente waarin ze gelegen zijn. Sinds 2013 is er een trend gaande waarbij gemeentes hun sportaccommodaties privatiseren. Hiervoor wordt meestal een aparte stichting in het leven geroepen of een zogenaamd 'Sportbedrijf' opgericht. Een aantal gemeentes die dit hebben gedaan zijn Arnhem, Deventer, Ede en Almelo.